# Charlie Mathys
Charles Mathys, detto Charlie (Green Bay, 20 giugno 1897 – Green Bay, 18 gennaio 1983), è stato un giocatore di football americano statunitense che ha militatonel ruolo di quarterback, running back e kicker nella National Football League (NFL) per Hammond Pros e Green Bay Packers. Al college giocò a football all'Università dell'Indiana.

## Carriera
Dopo aver giocato per due stagioni negli Hammond Pros come running back, Mathys nel 1922 passò ai Green Bay Packers, la squadra della sua città natale, ed è ricordato per essere stato il quarterback della prima formazione dei Packers a battere i Chicago Bears, il 27 settembre 1925. Charlie lanciò un passaggio da touchdown all'ultimo istante che portò il punteggio sul 14-10 finale. Fu inserito nella Green Bay Packers Hall of Fame nel 1977 assieme a Bart Starr. La sua famiglia possiede ancora gli abbonamenti stagionali alla squadra e si reca al Lambeau Field ad ogni partita.

## Palmarès
- Green Bay Packers Hall of Fame